# Ворвулинский сельский совет
Ворвулинский сельский совет (укр. Ворвулинська сільська рада) — входит в состав
Залещицкого района
Тернопольской области
Украины.
Административный центр сельского совета находится в 
с. Ворвулинцы.

## Населённые пункты совета
- с. Ворвулинцы
- с. Гиньковцы